# Lahore Ahmadiyya Beweging
De Lahore Ahmadiyya Beweging of kortweg de Ahmadiyya Lahore is een van de twee stromingen binnen de Ahmadiyya Beweging, een oorspronkelijk door het Soefisme beïnvloedde islamitische stroming, die afdelingen heeft in diverse landen van de wereld, waaronder Nederland en Suriname.  Zo zijn personen die deze gedachte aanhangen officieel niet toelaatbaar in de heilige steden als Mekka en Medina.
De Lahore Ahmadiyya Beweging is een groep die geen volgeling is van Mirza Ghulam Ahmad, de stichter van de Ahmadiyya Beweging, maar van de profeet Mohammed. Deze groep beschouwt Mirza Ghulam Ahmad wel als hervormer, beloofde messias en mahdi. Deze groep gelooft niet dat Mirza Ghulam Ahmad een profeet was, dit in tegenstelling tot de Ahmadiyya Moslim Gemeenschap, de andere stroming binnen de Ahmadiyya Beweging.
Maulana Muhammad Ali is de stichter van de Lahore Ahmadiyya Beweging en eveneens een vruchtbare schrijver. Hij heeft de Koran in het Engels vertaald en van uitgebreide commentaar voorzien in de vorm van ongeveer 3000 voetnoten. De Nederlandse vertaling heeft als titel De Heilige Koran met Nederlandse Vertaling en Commentaar. Een ander belangrijk boek van hem heeft de titel The Religion of Islam (Nederlandse vertaling De Religie van de Islam), dat hij speciaal voor lezers in het Westen heeft geschreven en bij het universitair onderwijs islamologie wordt gebruikt.

## Emirs
De Lahore Ahmadiyya Beweging wordt geleid door een emir c.q. president.
1. Maulana Muhammad Ali, MA., Ll.B. (1914-1951)
2. Sadr-ud-Din (1951-1981)
3. Dr. Saeed Ahmad Khan (1981-1996)
4. Dr. Asghar Hameed (1996-2002)
5. Dr. Abdul Karim Saeed Pasha (2002-)